# СМС Сент Иштван
СМС Сент Иштван (мађ. SMS Szent István) био је Аустроугарски дреднот бојни брод класе Тегетоф. Његова изградња започета је у Ријеци, али је довршен у Пули 1914. То је био једини брод аустроугарске који је служио мађарском делу царства. Мађарска га је добила за велики улог који је дала за градњу бродова те класе, и именован је по првом мађарском хришћанском краљу, Сент Иштвану (Свети Стефан Мађарски). Био је базиран у Пули, главној ратној луци Аустроугарске.

## Потапање
Миклош Хорти, који је постао контраадмирал аустроугарске флоте 1918, на крају Првог светског рата одлучио је да активира флоту и искористи је у великој офанзиви на Отрантски бедем. Напад је планиран за јун 1918. године и требало је да буде истовремен са аустроугарским операцијама против Италијана на фронти на Сочи.
Хортијев план је био врло компликован. Требало је да крену две нападне и седам помоћних група. Бојни бродови напустили су Пулу у две слабо заштићене групе због недостатка пратећих бродова - разарача и торпедних чамаца. СМС Вирибус Унитис (са адмиралом Хортијем) и СМС Принц Еуген, са пет пратећих бродова, напустили су Пулу 8. јуна 1918. и кренули на југ. Бојни бродови СМС Сент Иштван и Тегетоф напустили су Пулу 9. јуна увече, под пратњом једног разарача и шест торпедних чамаца. Каснили су због квара на лучким барикадама. Да би се надокнадило изгубљено време, наређено је да се свим бродовима у тој, последној групи повећа брзина на 16 чворова. Неочекивано, мотори Сент Иштвана су почели да се прегревају, тако да је брзина смањена на 12 чворова. Након наредног покушаја повећања брзине, Сент Иштван је почео снажно да дими тако да га је то учинило видљивим непријатељској групи бродова.
Мало пре зоре 10. јуна 1918, бојним бродовима Тегетоф и Сент Иштван неочекивано су почели да се приближавају италијански торпедни чамци крај острва Премуде. Италијански торпедни чамци МАС-15 и МАС-21 су те ноћи били на задатку потраге за минама. Италијански командант који је командовао чамцима, Луиђи Рицо, је већ раније, 1917, био заслужан за потапање аустроугарске оклопњаче СМС Вјен. МАС-21 напада Тегетоф, али торпеда промашују свој циљ. Сент Иштван добија директни погодак торпедом са Рицијевог чамца МАС-15 у 03.31 ујутро. Италијански чамци успевају да побегну.
Сент Иштван је био тешко оштећен. Торпеда су пробила спољни оклоп крај машинског простора (највеће просторије испод палубе), тако да је брод почео да прима много воде. Покушај да се брод насуче крај оближњег острва Молат није успео. Сви главни топови су окренути улево да би се направила противтежа, али је то било узалуд. Посада је добила последње наређење да напусти брод. Овај најновији брод аустроугарске флоте се изврнуо и потонуо у 06.12 часова ујутро, након три часа агоније, узевши са собом животе 89 морнара. Након потапања Сент Иштвана дејство је прекинуто и сви бродови су се вратили у Пулу, где су остали до краја рата. Потунуће је снимљено са Тегетофа, а Филм је касније коришћен за прикупљање новца за Црвени Крст. То је један од два филма губитка бојног брода на мору. Други приказује потонуће ХМС Бархама у Другом светском рату.
Олупина Сент Иштвана на дубини од 66 метара представља једну од ронилачких атракција која привлачи рониоце из целог света. Лежи преокренута са палубом према дну, са топовима још увек окренутим улево. Бакарни натпис имена брода, као и неки други делови данас се налазе у музеју у Пули.

## Занимљиво
Један од морнара на овом броду био је Марко Орешковић (1896—1941), револуционар, учесник шпанског грађанског рата и Народноослободилачке борбе и народни херој Југославије. Он је био један од 40-ак моранара који су успели да преживе потапање брода 11. јуна 1918. године.

## Галерија
- Потапање
- Последњи тренуци брода